# Manuel Chorens
Manuel Chorens (1916. január 22. – ?), kubai válogatott labdarúgó.
A kubai válogatott tagjaként részt vett az 1938-as világbajnokságon.

## Külső hivatkozások
- Manuel Chorens – a FIFA adatbázisában